# Yuri Chesnokov
Yuri Borisovich Chesnokov (Moscú, Unión Soviética, 22 de enero de 1933-Moscú, Rusia, 30 de mayo de 2010) fue un voleibolista ruso. Como jugador, destacó como un gran rematador con un golpeo muy potente y gran bloqueador. Como entrenador, adaptó las nuevas técnicas introducidas por otros entrenadores para mantener a la URSS en la élite mundial del voleibol.
Hijo del futbolista y luchador soviético Boris Chesnokov (1891-1979). Desde pequeño destacó en diversos deportes como hockey o fútbol, sin embargo, acabó siendo voleibolista porque era alto y delgado. En su carrera como jugador, militó en el CSKA de Moscú entre 1954 y 1966 consiguiendo un total de 9 ligas soviéticas y 2 Copas de Europa. Como entrenador, estuvo en el CSKA entre 1967 y 1977 consiguiendo 8 ligas soviéticas y 4 Copas de Europa, luego lo fue del equipo femenino del CSKA en 1983 y 1985, con quien consigue una copa de la URSS y una liga soviética.
Con la selección soviética estuvo com jugador entre 1955 y 1964 consiguiendo numerosas medallas entre las que destacan los dos oros Mundiales y un oro en los Juegos Olímpicos. También como entrenador entre 1971 y 1976 consiguiendo 2 oros en campeonatos de Europa y medallista en Juegos Olímpicos y Mundiales.
En el año 2000 fue introducido como jugador en el Volleyball Hall of Fame, aunque también se reconoció su excepcional trabajo como entrenador. El 30 de mayo de 2010 fallece en su casa de Moscú a la edad de 77 años.